# Ephedra viridis
Ephedra viridis är en kärlväxtart som beskrevs av Frederick Vernon Coville. Ephedra viridis ingår i släktet efedraväxter, och familjen Ephedraceae. Inga underarter finns listade i Catalogue of Life.

## Bildgalleri

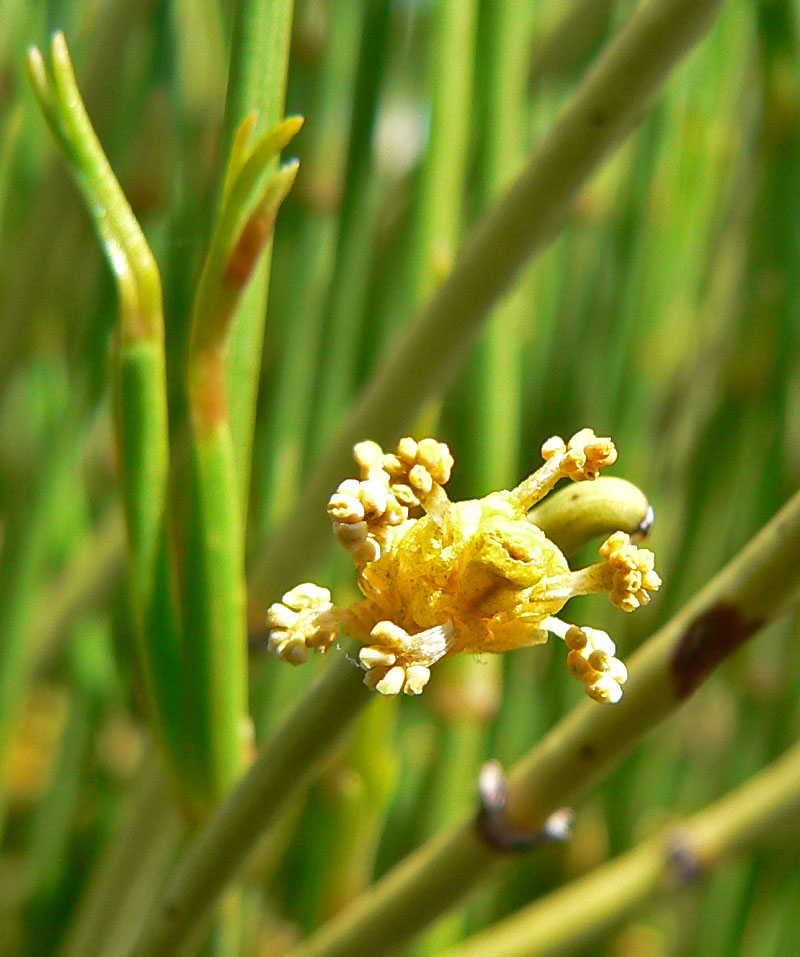
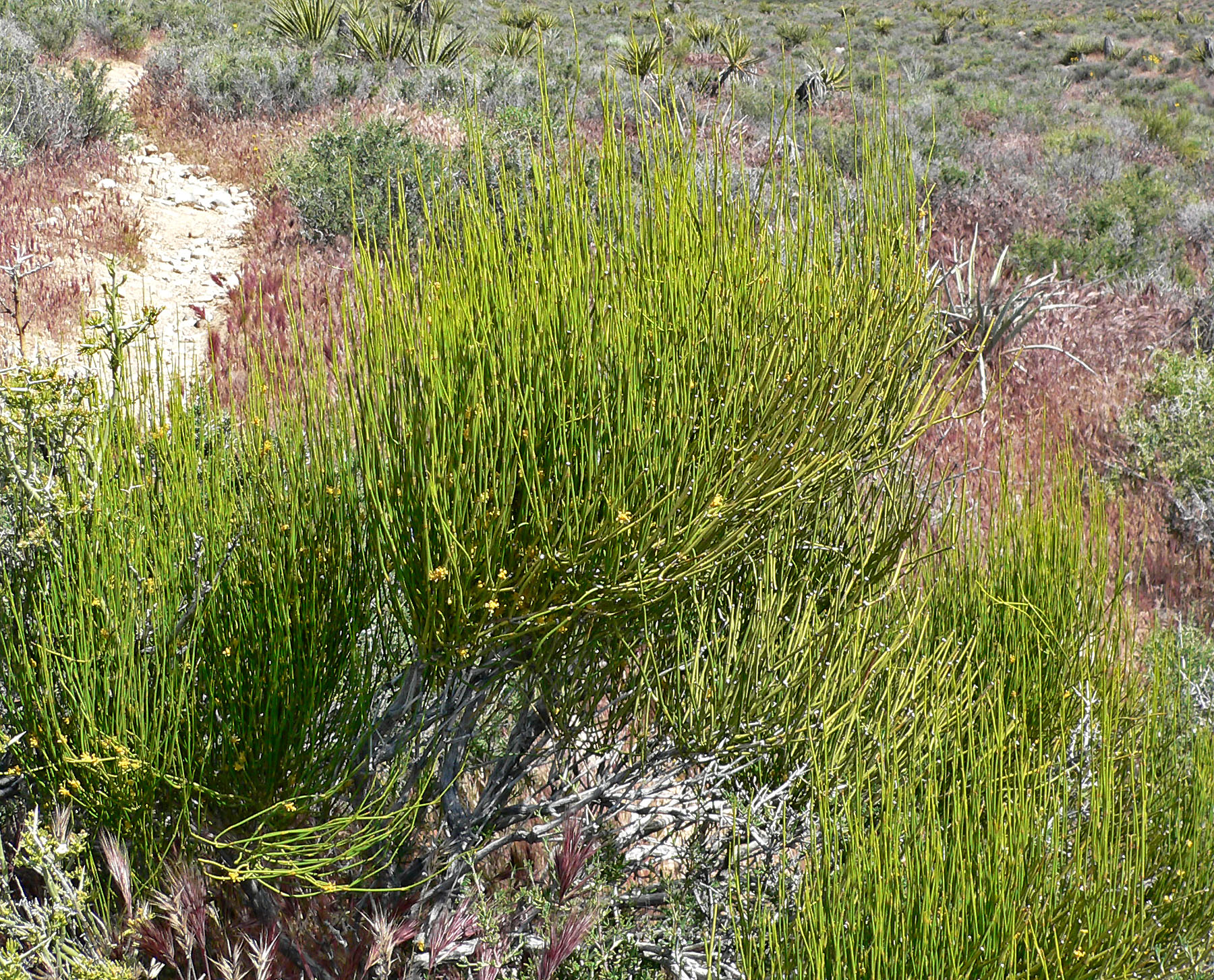
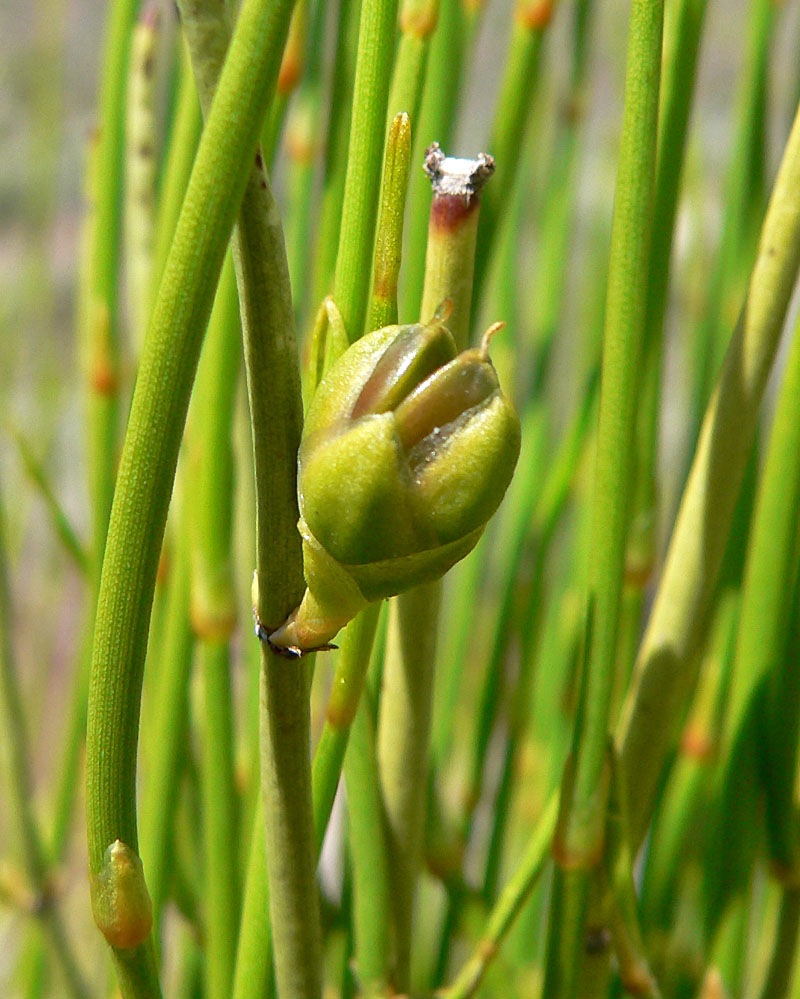
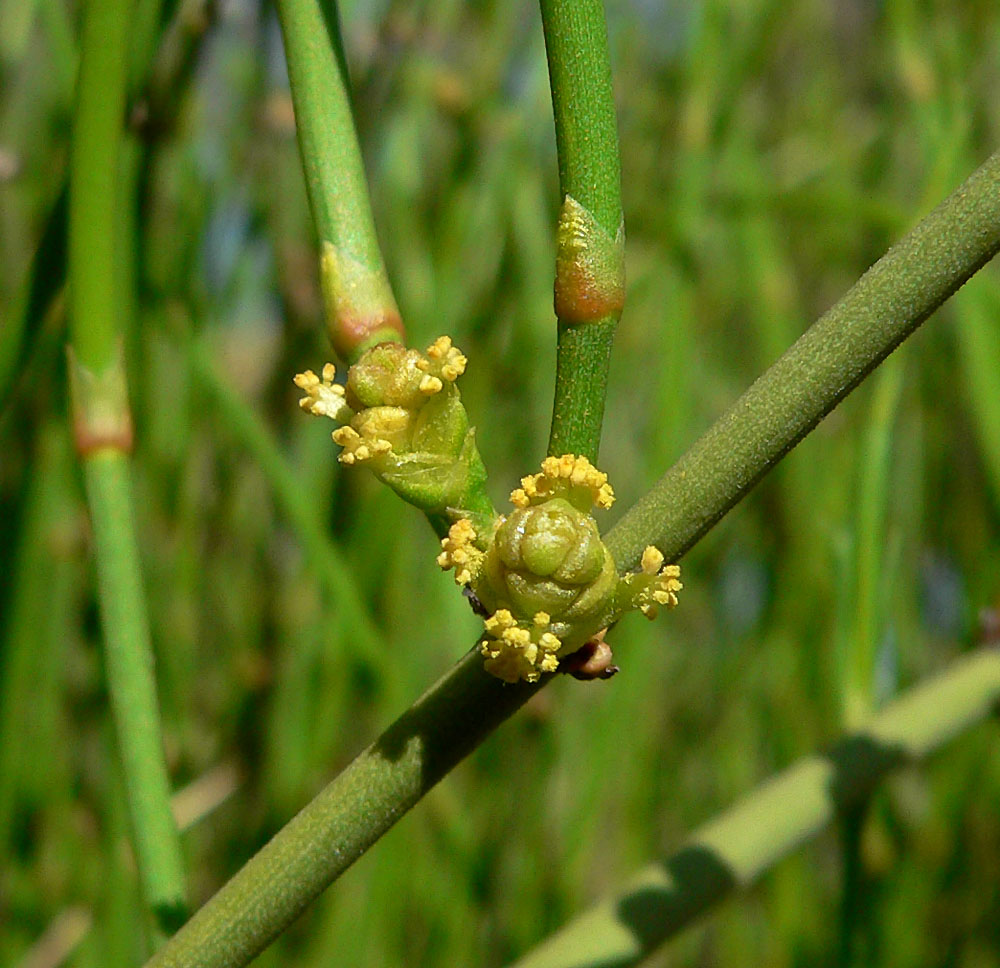
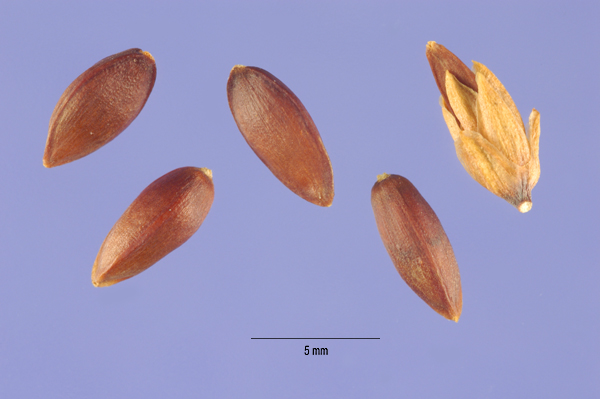
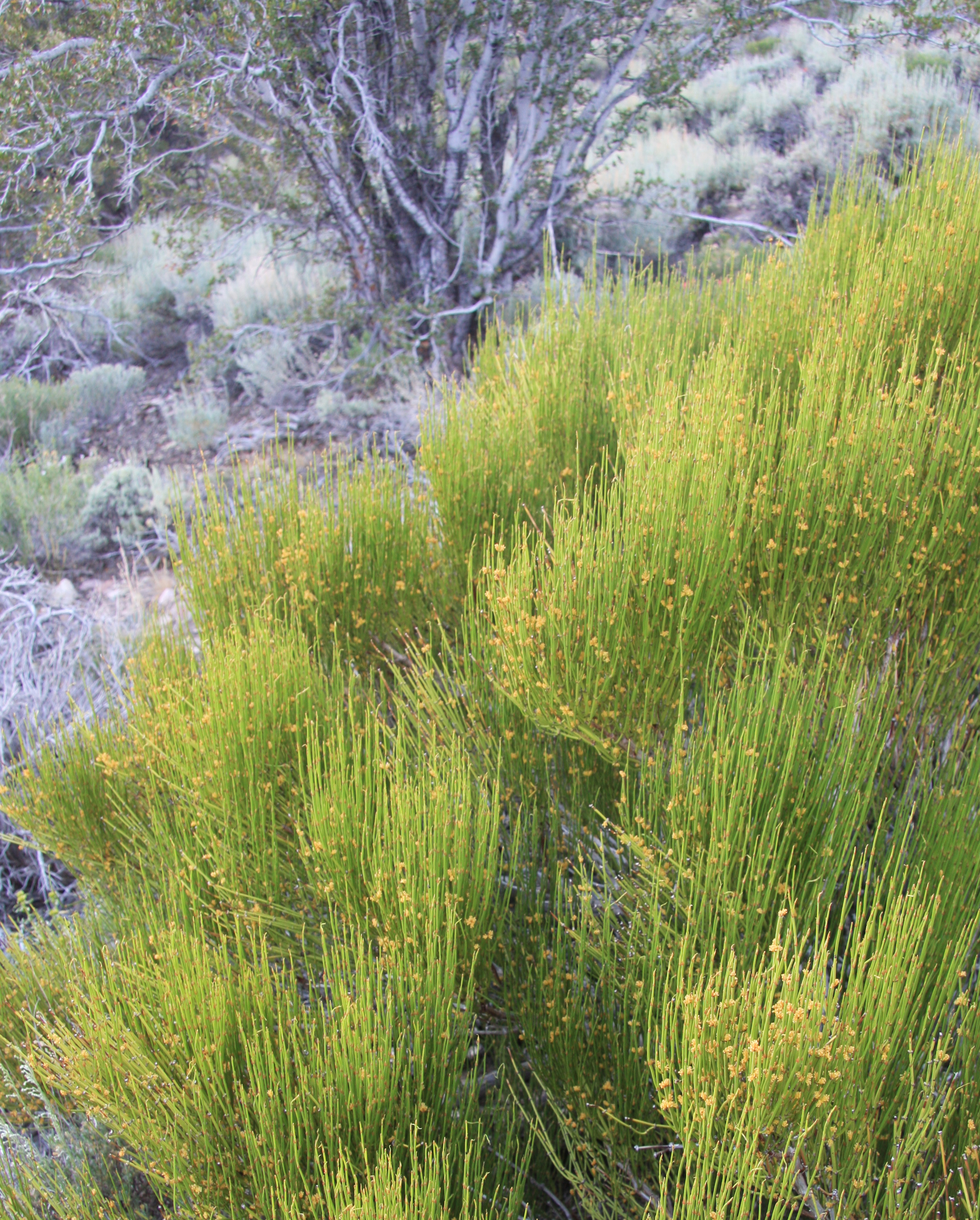